# Залив Симса
Залив Си́мса — залив моря Лаптевых на северо-восточном побережье полуострова Таймыр. Имеет форму прямоугольника, длина залива около 20 километров, средняя ширина около 14 километров. На западе отделён от более крупного залива Терезы Клавенес полуостровом Ласиниуса. Несколько севернее устья залива расположены острова Комсомольской правды. Административно входит в состав Красноярского края.
Климат залива суровый, арктический. Большую часть года покрыт льдом и даже летом не бывает полностью свободен от льда. На берегах залива мохово-лишайниковая тундра. Берега и акватория залива входят в участок «Полуостров Челюскин» Большого Арктического Заповедника.

## Находки в заливе Симса

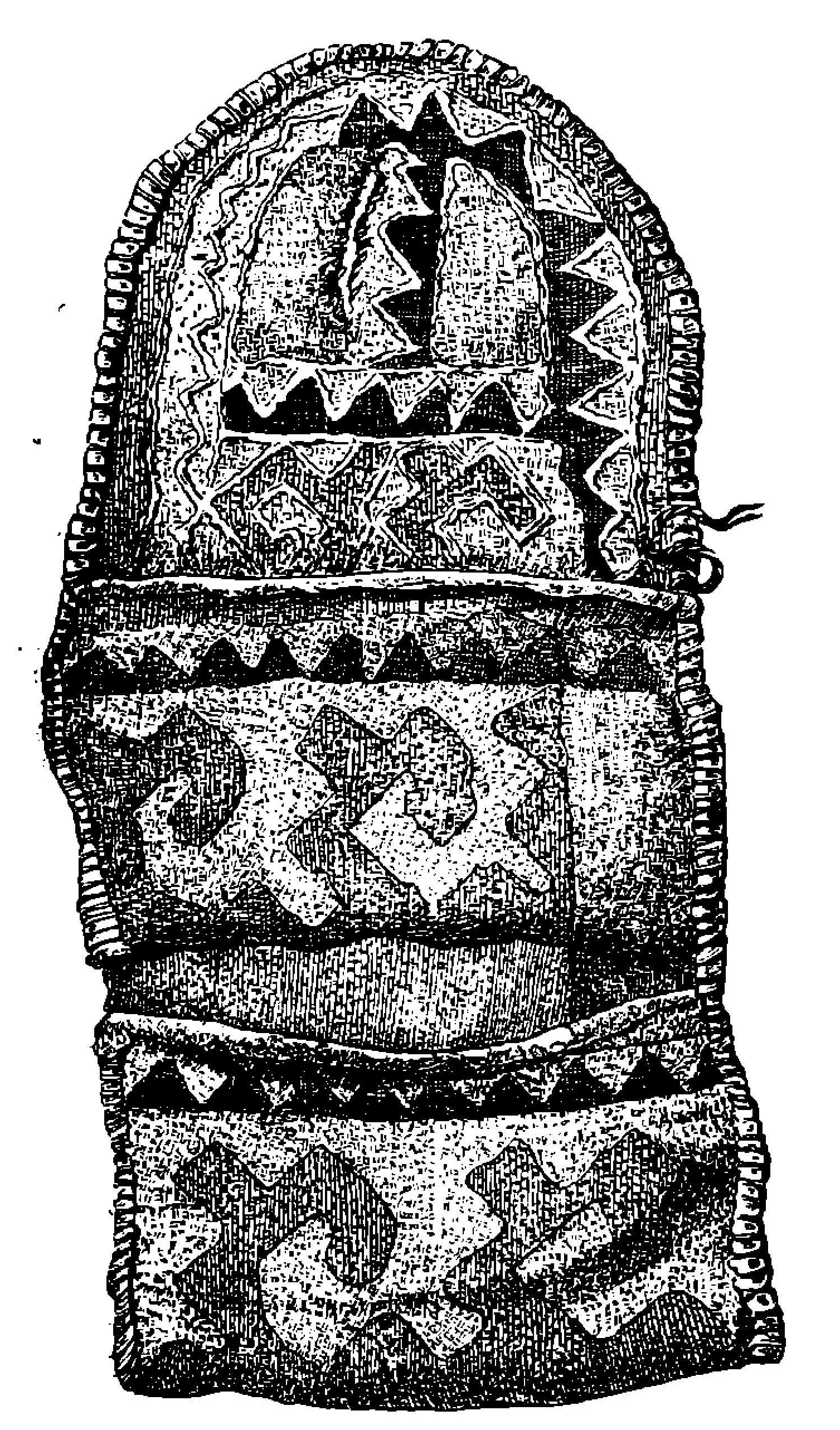
Ненецкая сумочка (найдена в заливе Симса). Складывалась втрое, внутри обнаружено огниво

В 1940 году на расположенных несколько восточнее островах Фаддея был обнаружен клад и район привлёк внимание исследователей. Во второй половине апреля 1941 года на восточном берегу залива советские гидрографы нашли развалины избушки из бревен, от которой сохранились 3 венца. Размер сруба 2,6×2,6 метра. Печь находилась справа от входа. Летом 1941 года в избушке были произведены раскопки и был обнаружен клад. В 1945 году была послана специальная археологическая экспедиция под руководством А. П. Окладникова, которая побывала в обоих указанных пунктах. Окладников произвел настоящие раскопки на острове Фаддея и на берегу залива Симса, собрал весь доступный материал и сделал большое количество ценных наблюдений.
Как и на острове Фаддея, найдены были тысячи серебряных монет, бусы, кресты, колокольчики и другие предметы бытового назначения. Но были найдены также и компас, компасные часы, огниво с кремнем и трутом, тонкие дорогие ткани, мужской башмак на высоком каблуке, посуда с западными клеймами и счётные жетоны. Среди предметов найдены также шахматы, изящные перстни и серьги (русские женские), щипчики, нагрудные кресты (один золочёный, был украшен камнями, другой перламутровый) и множество русских монет XVI—XVII веков, кроме этого много соболиных и песцовых шкурок и деревянная булава. Наличие соболиных и песцовых шкурок говорит о том, что пушнина собрана в разных местах, так как песец водится в тундре, а соболь в тайге. И, главное, человеческие останки, часть из которых находилась внутри избы, а часть — на улице рядом с избушкой (двое мужчин-поморов и одна женщина-аборигенка). Признаки преднамеренных захоронений прослежены не были

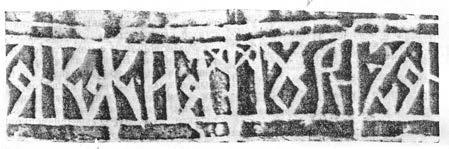
Резьба на ноже из залива Симса. «С большей или меньшей вероятностью можно прочитать начало надписи как Акакиа». Второе слово начинается, ещё более гадательно. буквами М. У и Р

Удалось установить, что останки и вещи принадлежат русским землепроходцам XVII века. Красноярский этнограф Борис Долгих в 1943 году исследовал найденные на обеих стоянках монеты. Все монеты — копейки и полукопейки, более крупных нет. Из 3,5 тысяч серебряных монет, найденных в заливе Симса и на острове Фаддея, приходится:
- 1105 монет, отчеканенных при Иване Грозном (21-22 монеты на год правления)
- 641 при Фёдоре Ивановиче (45-46 монет на год правления)
- 877 при Борисе Годунове (125 на год правления)
- 134 при Лжедмитрии I (за неполные 11 месяцев его правления)
- 328 при Василии Шуйском (82 на год правления)
- 86 при интервентах (1610—1612, около 40 на год правления)
- 161 при Михаиле Фёдоровиче, правившем с 1613 года (все монеты — до денежной реформы 1626 года, то есть по 11-12 монет на год его правления).

Таким образом, по монетам видно, что экспедиция произошла не раньше 1617 года.
Согласно версии историка М. И. Белова, артефакты принадлежат экспедиции Ивана Толстоухова, вышедшей из Старотуруханска в 1686 году и погибшей в заливе Симса в 1689 году.